# Rudolf Thunig
Rudolf („Rudi“) Thunig (* 4. August 1899 in Dresden; † 24. Oktober 1983 in Ost-Berlin) war ein deutscher SED-Funktionär und Widerstandskämpfer gegen den Nationalsozialismus.

## Leben

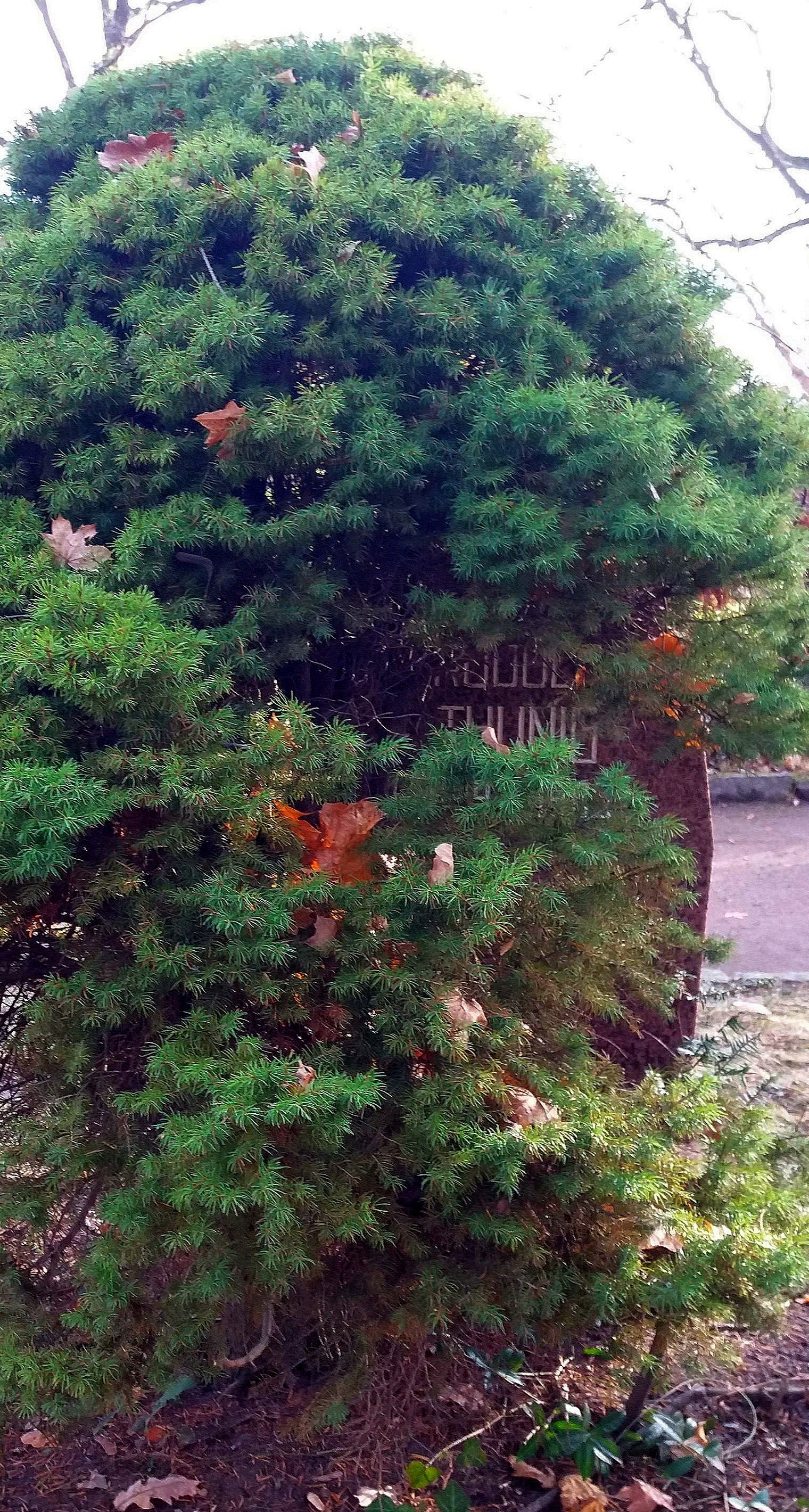
Grabstätte

Thunig, Sohn eines Schneiders, machte eine Ausbildung zum Kaufmann. Von 1917 bis 1920 war er – mit Ausnahme seines zu leistenden Kriegsdienstes 1918/19 – in diesem Beruf tätig. 1916 trat er der Freien Sozialistischen Jugend bei, 1918 dem Spartakusbund. Anschließend war er Mitglied des KJVD und der KPD. Von 1920 bis 1922 leitete er den kommunistischen Verlag Junge Garde in Berlin. Er war 1920 an der Niederschlagung des Kapp-Putsches aktiv beteiligt. Von 1922 bis 1935 war Thunig Mitarbeiter im Westeuropäischen Büro der Kommunistischen Jugendinternationale, 1923/24 auch Mitarbeiter in dessen Verlag.
1933 zunächst Instrukteur des Kommunistischen Jugendverbandes der Tschechoslowakei beteiligte sich Thunig am Widerstand gegen den Nationalsozialismus. Er wurde 1935 verhaftet und zu zwölf Jahren Zuchthaus verurteilt, die er im Zuchthaus Brandenburg-Görden (1937–1939 und 1943–1945), im KZ Börgermoor (1939–1941) und im Zuchthaus Sonnenburg (1941–1943) verbrachte.
Von 1945 bis 1949 war er Referent im Magistrat von Groß-Berlin. Ab März 1949 leitete er das Büro des Sekretariats des Parteivorstandes bzw. des Zentralkomitees (ZK) der SED. Von 1952 bis 1975 war er stellvertretender Abteilungsleiter im Büro des Politbüros.
Thunig starb 1983. Seine Urne wurde in der Grabanlage Pergolenweg des Berliner Zentralfriedhofs Friedrichsfelde beigesetzt.

## Ehrungen
- Vaterländischer Verdienstorden in Silber (6. Mai 1955)
- Karl-Marx-Orden (1959)
- Banner der Arbeit (1964)
- Vaterländischer Verdienstorden in Gold (1969), Ehrenspange (1974)